# Messier 100
Messier 100 (M100 o NGC 4321) és una galàxia espiral situada a una distància de 56 milions d'anys llum, a la constel·lació de la Cabellera de Berenice. Va ser descoberta el 1781 per Pierre Méchain i posteriorment afegida pel seu amic Charles Messier al seu catàleg unes setmanes més tard.
La galàxia és un dels principals components del cúmul de la Verge juntament amb M87. Els seus braços espirals més brillants estan compostos d'estrelles blaves després de la interacció amb galàxies veïnes. El diàmetre de la galàxia és de 160.000 anys llum, més elevat que el de la Via Làctia.
Gràcies al descobriment de 20 estrelles variables cefeides pel telescopi espacial Hubble el 1993, s'ha pogut establir que M100 es troba a una distància estimada de 56 milions d'anys llum. Aquests mesuraments van servir de test del mateix telescopi al mostrar els defectes òptics que patia al principi de la missió.
S'han observat quatre supernoves dins la galàxia, 1901B, 1914A, 1959E e11979C que va arribar a una magnitud d'11,6 a l'abril de 1979, cosa força rara en una galàxia tan llunyana.

## Observació
La galàxia té una magnitud força feble de 9,4 i és, per tant, impossible d'observar amb binoculars. Cal un telescopi de 200 mm per poder observar les regions perifèriques del nucli i el seu halo. Per observar els braços espirals caldra un telescopi de 400 mm, tot i que es poden observar fent fotografia CCD de llarga exposició amb un telescopi de 200 mm. Gràcies a la seva disposició pràcticament frontal respecte de la Terra, és possible observar el desenvolupament integral dels seus braços.